# Румуни у Републици Српској
Румуни у Републици Српској (рум. Români din Republika Srpska) су грађани румунског поријекла и румунске етничке припадности, који живе и раде на територији Републике Српске. Румуни представљају малобројну националну мањину на територији Републике Српске, иако је овај народ историјски дуго присутан на територији данашње Републике Српске, а њихов број је у различитим временским периодима варирао, постепено се смањујући.
Данас је присуство румунске националне мањине најпримјетније на територији Општине Станари, гдје у насељеном мјесту Остружња Горња, од укупног броја становништва, Румуни чине значајан проценат, што потврђује и укључивање румунске заједнице у предизборну кампању предсједника Савеза националних мањина регије Добој Драгана Марковића током 2012. године.
Румуни су једна од седамнаест службених националних мањина у Републици Српској, а њихове интересе заступају представници и делегати у Вијећу народа Републике Српске, Савјету националних мањина и Савезу националних мањина. Делегати из Вијећа народа се распоређују у радна тијела, Савјет националних мањина бира предсједника, потпредсједника и секретара, док Савез националних мањина бира предсједника, потпредсједника и Координационо тијело, које 2016. године замјењује Управни одбор. Румуни нису учествовали у оснивању Савеза националних мањина, а до сада нису имали делегате у сазивима Вијећа народа, Савеза националних мањина и Савјета националних мањина.

## Историјат
О доласку Румуна у крајеве данашње Републике Српске, као и комплетног подручја бивше Југославије постоје различите и противрјечне теорије. Њихова противрјечност се огледа у односу на два кључна питања, на питање историјског поријекла Румуна и друго, на сличности односно разлике између Румуна и Влаха. Историјска је чињеница да Румуни вијековима живе на Балканском полуострву, па тако и на подручју Републике Српске. Румуни припадају групи становника Балкана који су се вијековима бавили номадским сточарством, па су некада на подручју данашње Републике Српске живјели у много већем броју него што је то данас.
Од времена турске окупације српске Краљевине Босне 1463. године Румуни су се испред освајача повлачили према Панонији. Број припадника румунске националне заједнице у овим крајевима од тог периода увијек је био симболичан. У периоду након Другог свјетског рата био је евидентован постепени раст броја припадника румунске националне заједнице на подручју цијеле Босне и Херцеговине.
Током Одбрамбено-отаџбинског рата, одређен број Румуна се борио у Редовима Војске Републике Српске.
Данас је постојање румунске националне заједнице активно једино у добојској регији, а према локалним изворима, највише Румуна живи у селу Остружња Горња, која данас административно припада Општини Станари. До формирања Општине Станари, ово насеље је припадало Граду Добоју. Према подацима Удружења Румуна из тог мјеста, у Остружњи Горњој живе 53 породице са око 350 чланова, који се сматрају припадницима румунског народа.

## Религија
Румуни у Републици Српској, као и већина њихових сународника, у матичној земљи, као и широм свијета су православне вјероисповијести, док је мањи број католичке вјероисповијести.

## Култура
Припадници румунске националне мањине у Републици Српској, труде се да кроз своје активности задрже традиционални начин живота, обичаје и кухињу као у матичној земљи.

## Удружења
У Републици Српској, постоји једно удружење, које окупља припаднике румунске заједнице. То је Удружење Румуна „Остружња” у Остружњи Горњој, која припада Општини Станари. У насељу Остружња Горња током мјесеца јуна 2019. одржан је састанак удружења Румуна, на којем је разговарано о протеклим активностима и планираним активностима у 2020. години. Посебан акценат је стављен на активности око увођења посебне ставке у буџету општине Станари за помоћ националним мањинама.

## Распрострањеност
Припадницима румунске националне мањине у Републици Српској сматрају се грађани који имају румунско етничко поријекло и који се тако осјећају, који познају румунски језик, кухињу и обичаје.
По попису становништва 2013. у Босни и Херцеговини, а према подацима које је издао Републички завод за статистику, и који су једини валидни за Републику Српску, у Републици Српској је живјело 62 Румуна. Румуни настањују сљедеће општине и градове:
| Румуни, по општинама и градовима, према попису становништва 2013. у Републици Српској |        |
| јединица локалне самоуправе                                                           | укупно |
| укупно                                                                                | 62     |
| Бања Лука                                                                             | 5      |
| Бијељина                                                                              | 8      |
| Брод                                                                                  | 4      |
| Брчко                                                                                 | 5      |
| Власеница                                                                             | 4      |
| Градишка                                                                              | 1      |
| Добој                                                                                 | 16     |
| Доњи Жабар                                                                            | 1      |
| Источно Сарајево - Пале                                                               | 1 1    |
| Козарска Дубица                                                                       | 1      |
| Лакташи                                                                               | 4      |
| Лопаре                                                                                | 2      |
| Љубиње                                                                                | 1      |
| Приједор                                                                              | 2      |
| Србац                                                                                 | 5      |
| Теслић                                                                                | 1      |
| Требиње                                                                               | 3      |
| Угљевик                                                                               | 1      |
| Шамац                                                                                 | 1      |
| Шековићи                                                                              | 1      |

## Значајне личности
- Силвија Вујовић, члан Савјета националних мањина БиХ, из Републике Српске у другом[10] и трећем сазиву.[11]
- Адријан Дима, добровољац у редовима Војске Републике Српске, који је у Румунији служио у специјалним јединицама. Од 1993. године ратовао је у Републици Српској Крајини, а крајем 1994.долази у састав одреда „Бели вукови” Сарајевско романијског корпуса. Погинуо је у борби на планинском масиву Трескавица 3. маја 1995. године.[3]
- Станко Маринковић, први предсједник Удружења Румуна „Остружња” из насеља Остружња Горња, код Станара.[4]